# Dangsing (Kaski)
Pour les articles homonymes, voir Dangsing.
Dangsing (en népalais : दाङसिङ) est un comité de développement villageois du Népal situé dans le district de Kaski. Au recensement de 2011, il comptait 3 058 habitants.

Dangsing
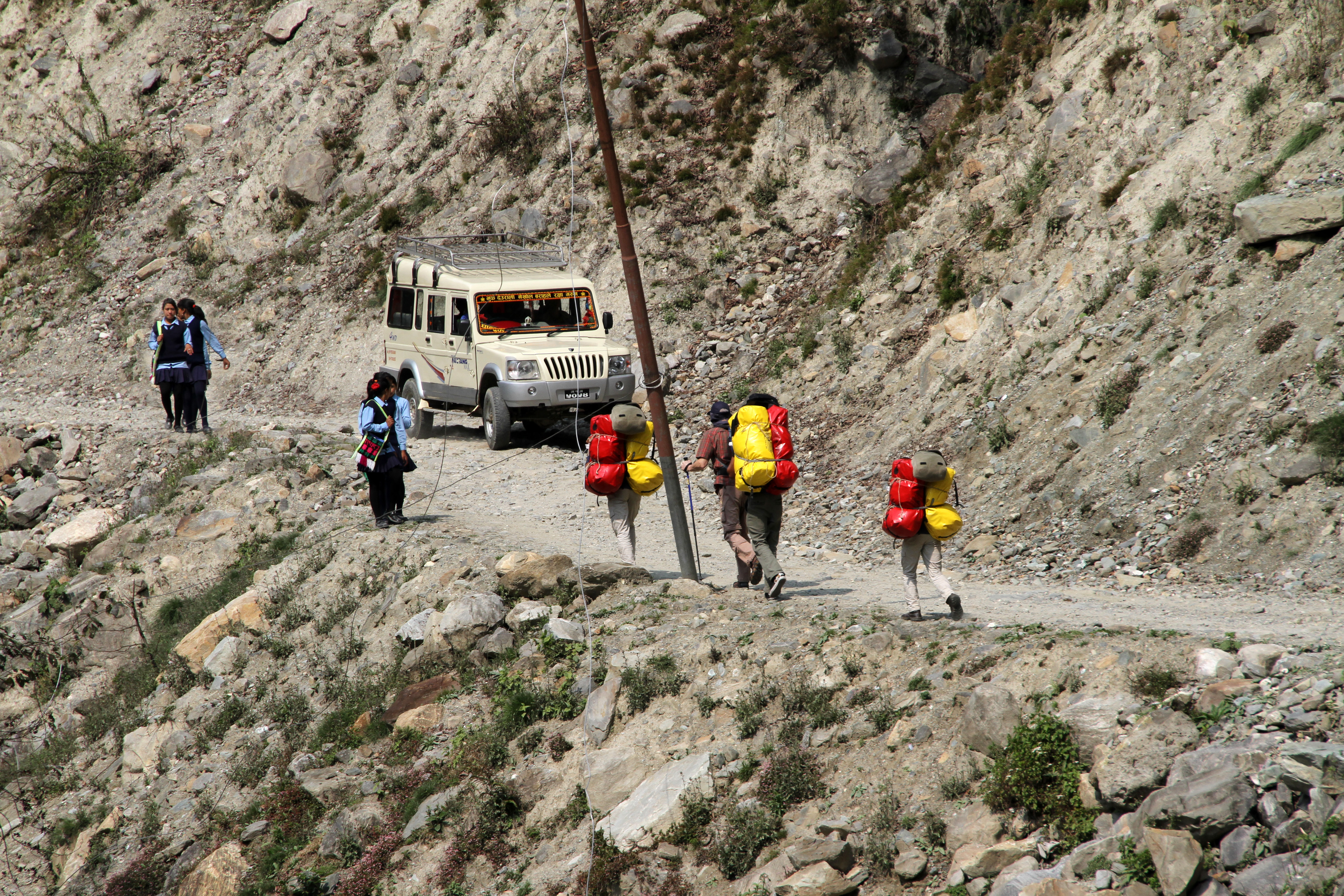
Route de Birethanti à Hille
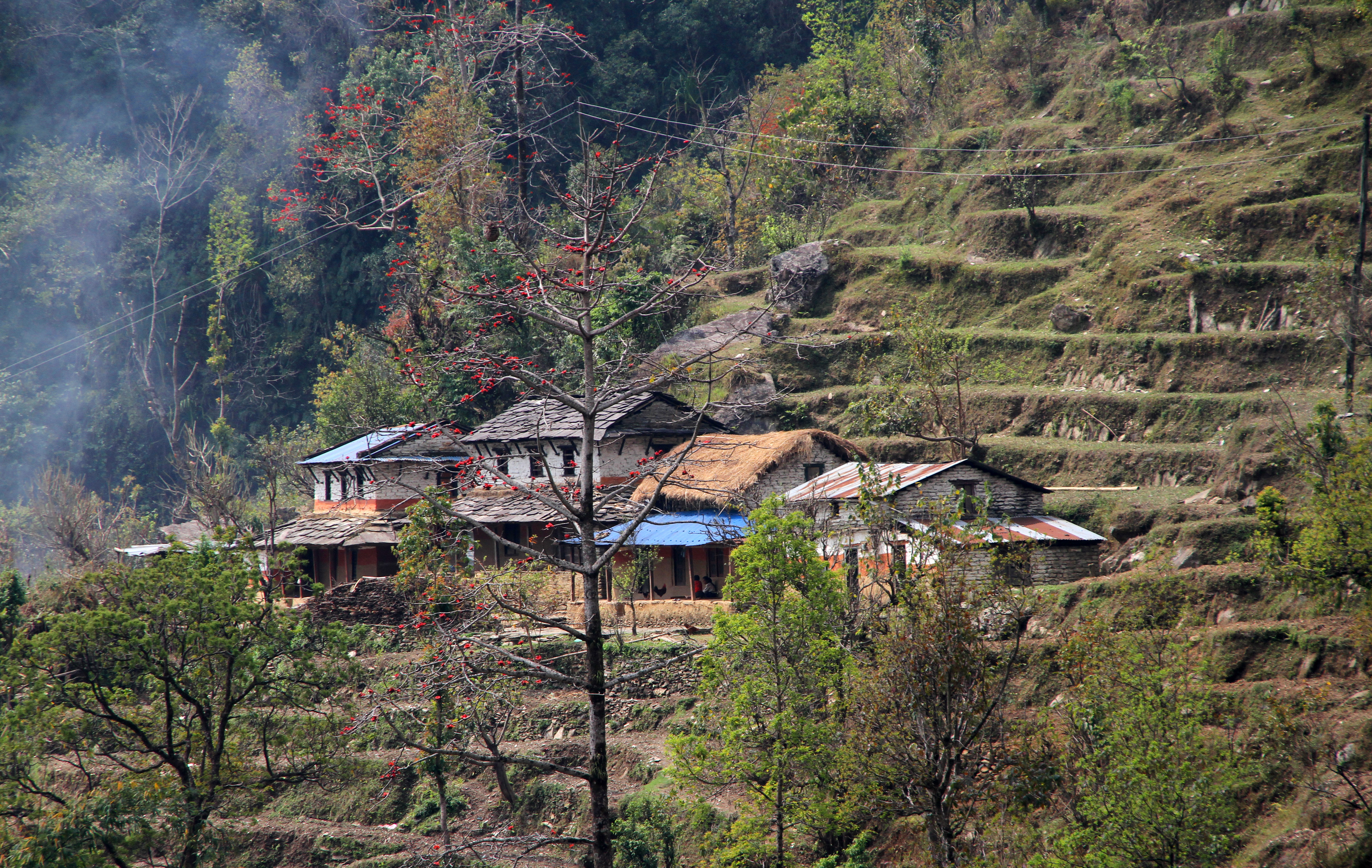
Village entre Birethanti et Hille
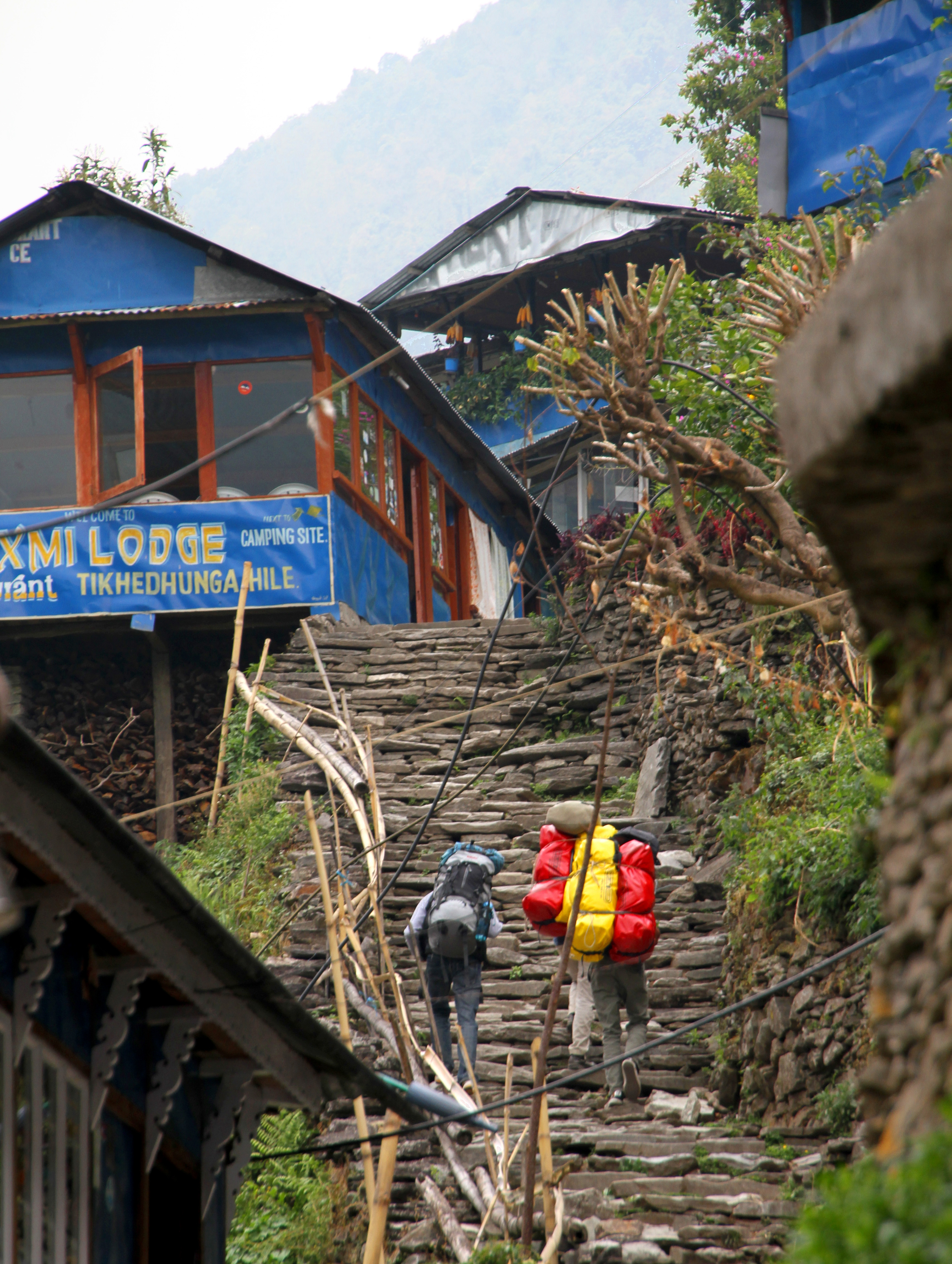
Lodge à Hille
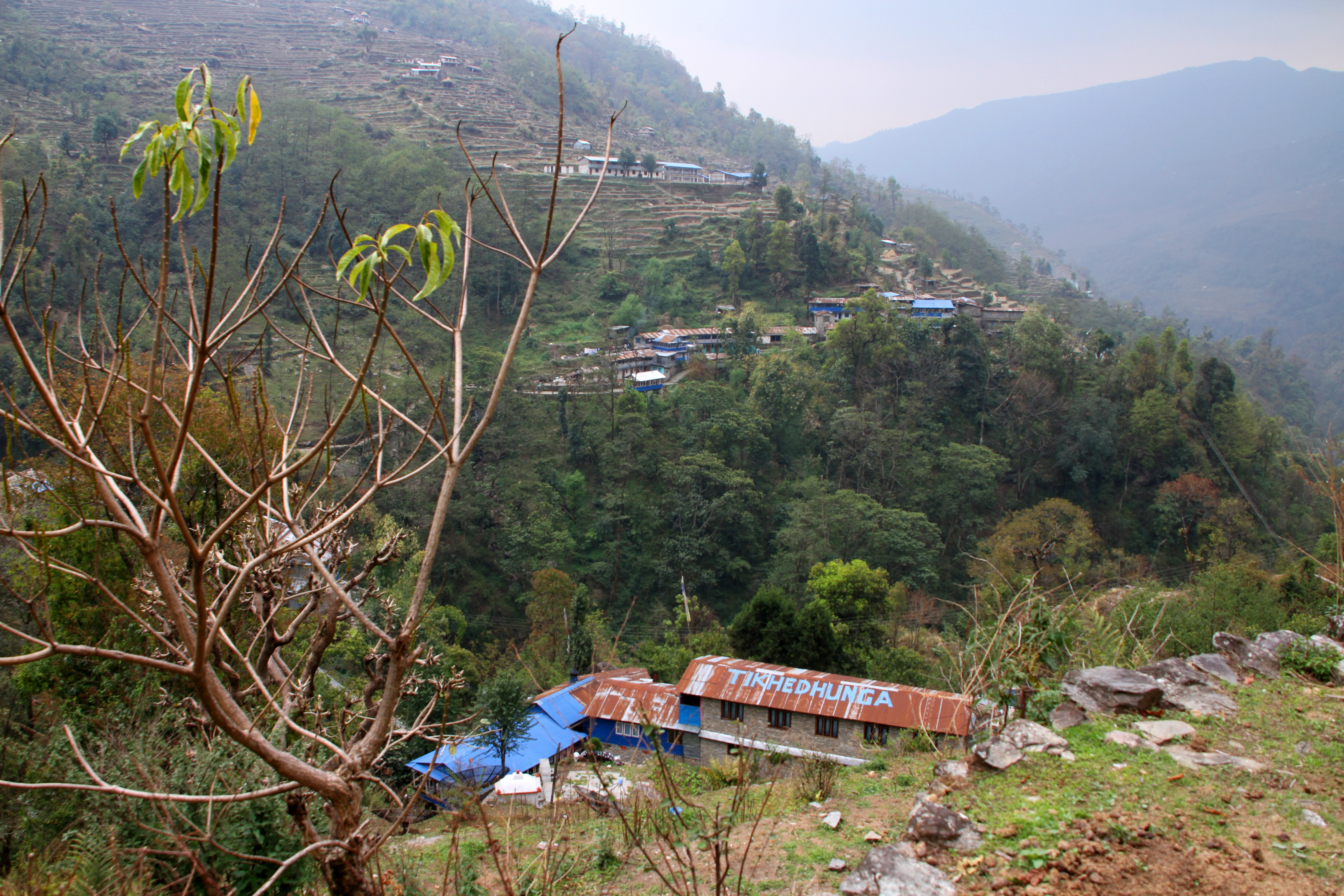
Thikedhunga
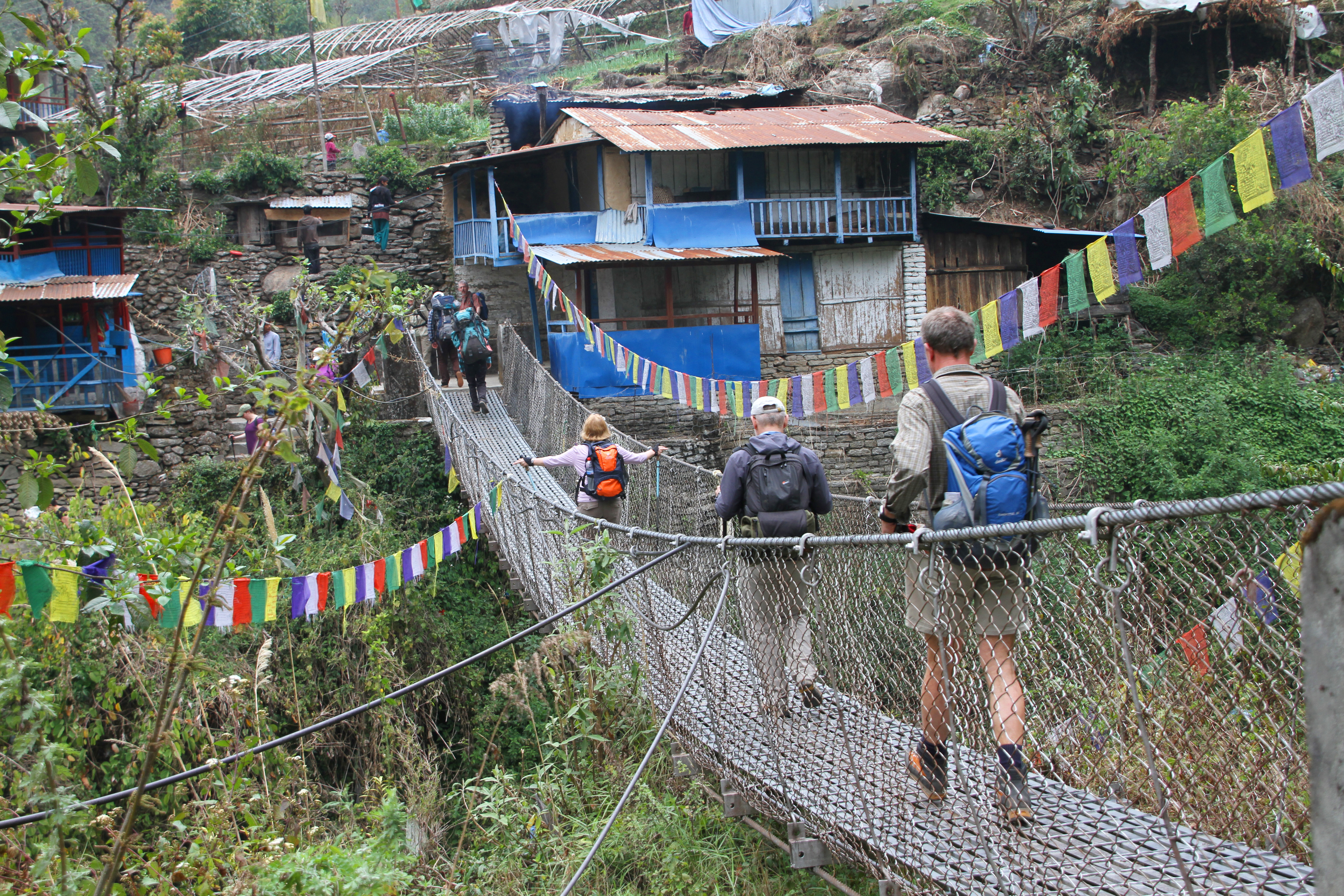
Pont au-dessus Bhurungdi Khola
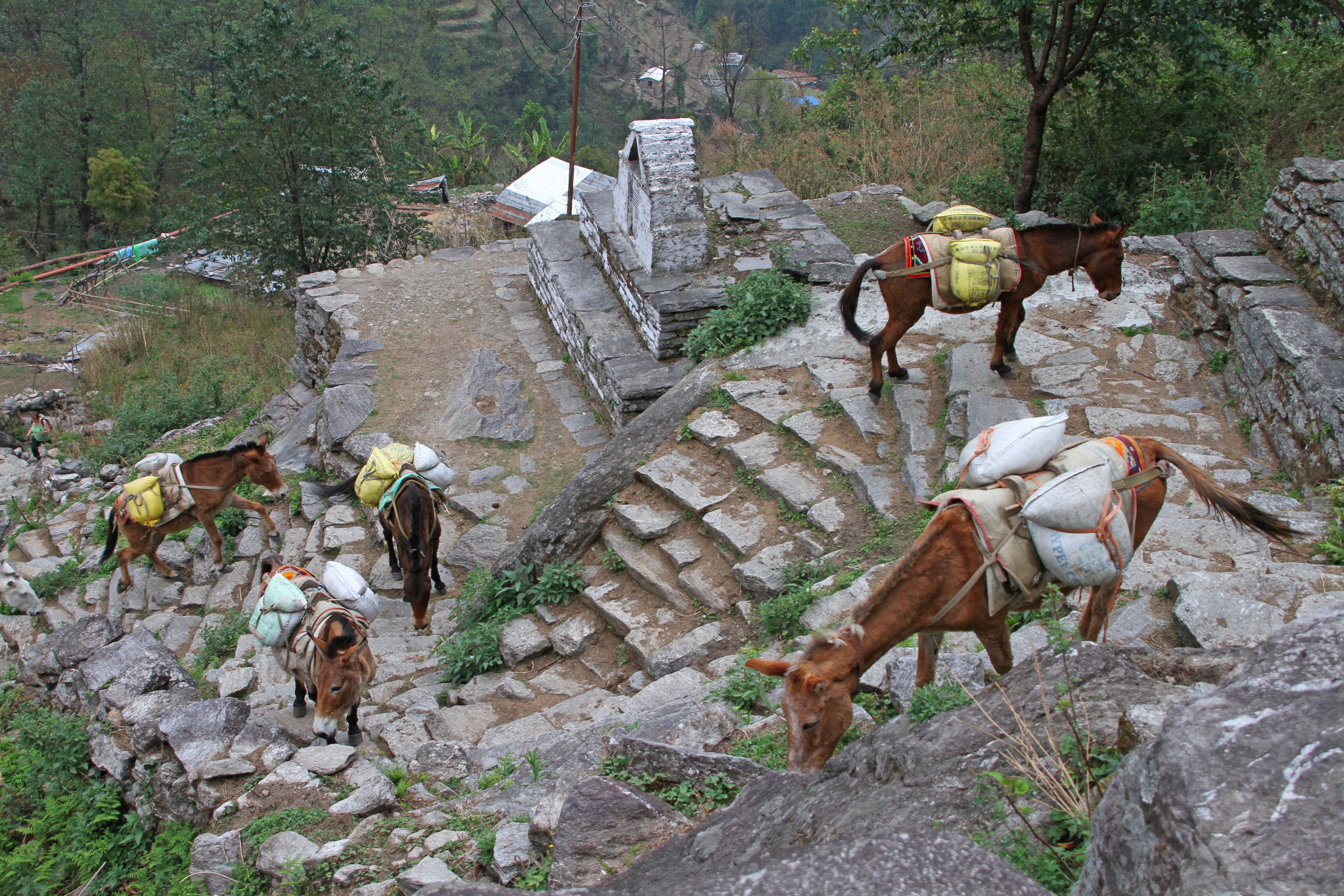
Escaliers vers Ulleri
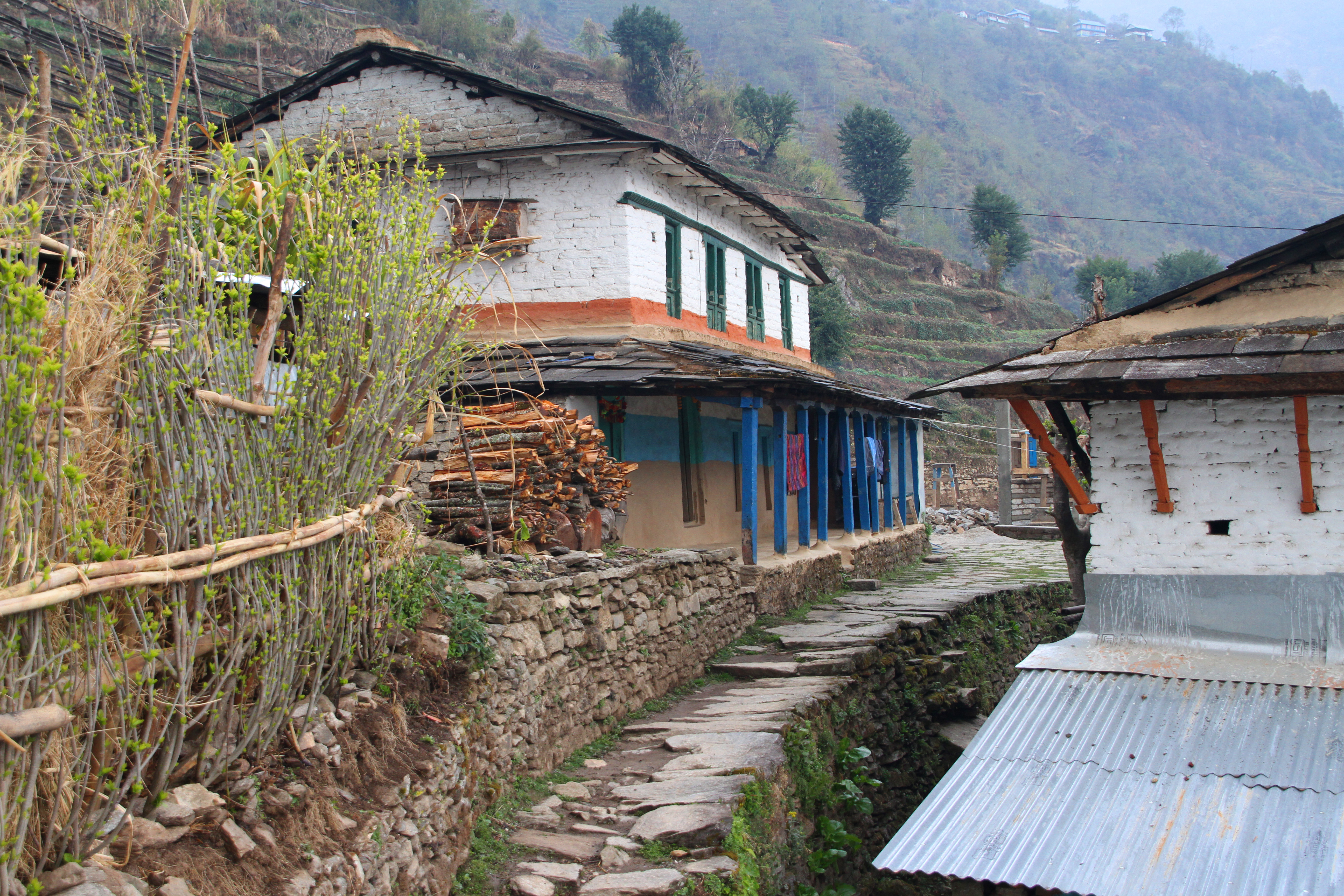
Ulleri
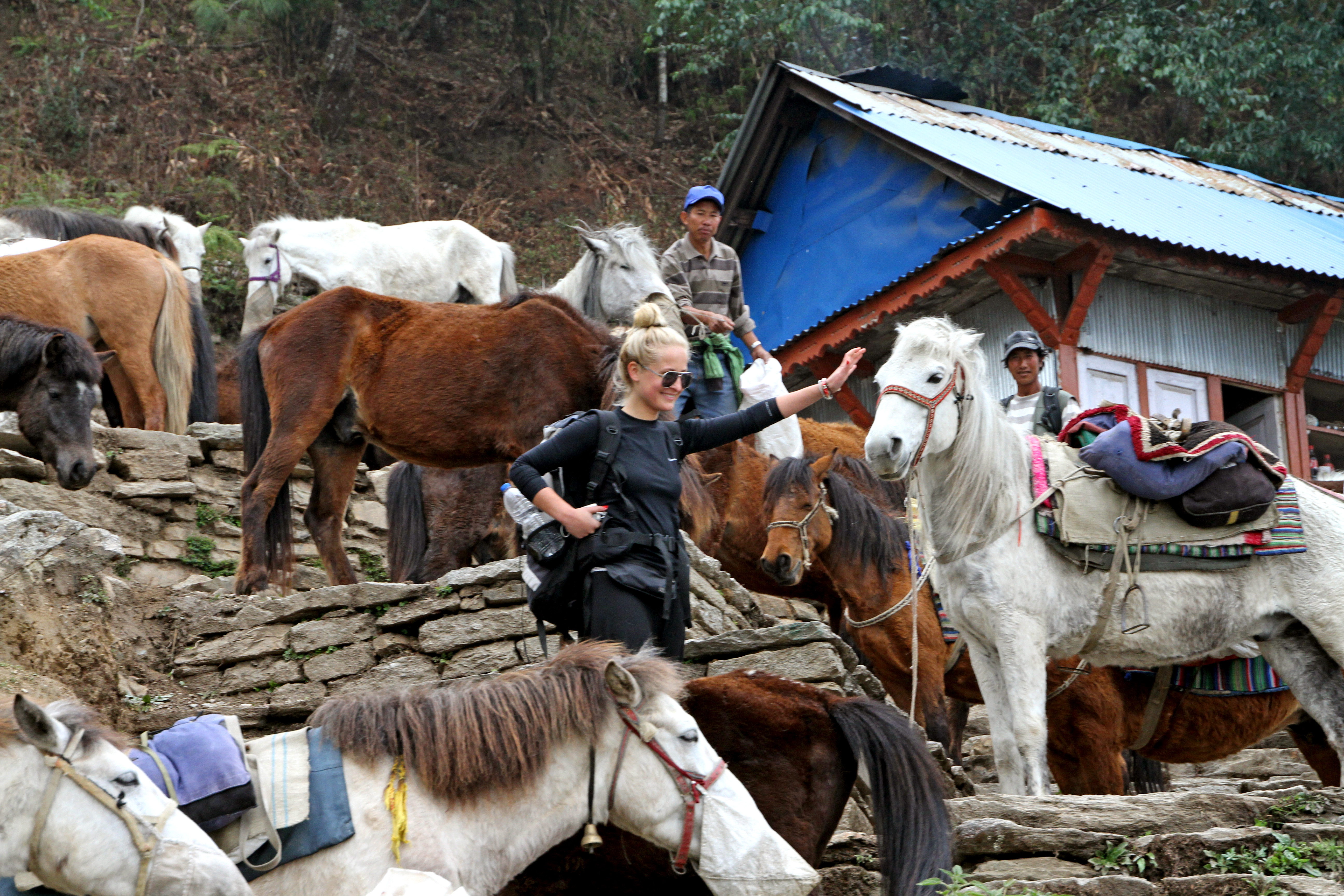
Chevaux à Ulleri